# Episodi di For All Mankind (seconda stagione)
La seconda stagione della serie televisiva For All Mankind, composta da 10 episodi, è stata resa disponibile a livello internazionale dal 19 febbraio al 23 aprile 2021, sulla piattaforma Apple TV+.
| nº | Titolo originale    | Titolo italiano       | Pubblicazione    |
| -- | ------------------- | --------------------- | ---------------- |
| 1  | Every Little Thing  | Ogni piccola cosa     | 19 febbraio 2021 |
| 2  | The Bleeding Edge   | Ferita sanguinante    | 26 febbraio 2021 |
| 3  | Rules of Engagement | Regole d'ingaggio     | 5 marzo 2021     |
| 4  | Pathfinder          | Pathfinder            | 12 marzo 2021    |
| 5  | The Weight          | Il peso               | 19 marzo 2021    |
| 6  | Best-Laid Plans     | Progetti e imprevisti | 26 marzo 2021    |
| 7  | Don't Be Cruel      | Non essere crudele    | 2 aprile 2021    |
| 8  | And Here's to You   | Ed ecco a voi         | 9 aprile 2021    |
| 9  | Triage              | Triage                | 16 aprile 2021   |
| 10 | The Grey            | Il Grigio             | 23 aprile 2021   |

## Ogni piccola cosa
- Titolo originale: Every Little Thing
- Diretto da: Michael Morris
- Scritto da: Ronald D. Moore

### Trama
Quasi un decennio dopo, Jamestown si è espanso per ospitare più astronauti e attrezzature. Ed è il capo dell'ufficio degli astronauti, Karen gestisce The Outpost e hanno adottato una figlia, Kelly, che lavora con Karen. A Jamestown, Ellen non vede l'ora di consegnare il comando e tornare a casa. Sul campo, Tracy annuncia il suo matrimonio con un altro uomo in diretta televisiva, facendo arrabbiare il suo ex marito Gordo. Alla NASA, un'enorme eruzione solare e una tempesta solare causano problemi sulla Terra, sullo Skylab e a Jamestown. Senza la sicurezza della cintura di Van Allen e l'atmosfera terrestre, gli astronauti sono costretti a ripararsi e aspettare che finisca. Tutti lo fanno con successo tranne due ancora sulla superficie della Luna: Molly e Wobbo. Molly trova rifugio in un tubo di lava ma scopre tramite il telescopio che il suo collega si è schiantato nelle vicinanze. Si rifiuta di lasciarlo fuori, quindi lascia la relativa sicurezza del tubo di lava per andare a salvarlo mentre la tempesta solare colpisce la Luna, lasciandosi dietro il braccialetto di radiazioni nel processo. Ritorna al tubo di lava con il suo collega, che è vivo ma ha subito un'enorme dose di radiazioni.

## Ferita sanguinante
- Titolo originale: The Bleeding Edge
- Diretto da: Michael Morris
- Scritto da: Matt Wolpert e Ben Nedivi

### Trama
Molly mente ad Ellen riguardo all'uscita per salvare Wubbo, ma Ellen li porta con cautela entrambi sulla Terra con lei. A terra, la attende il benvenuto di un eroe, ma Molly è colpita dalla sua esposizione a dannose radiazioni protoniche. Ellen inizia un nuovo incarico come vice amministratore della NASA e cerca di resistere alle richieste di tagliare i finanziamenti al programma Marte mentre Margo riceve un compito che potrebbe allentare le tensioni tra gli Stati Uniti e i sovietici, ma può compromettere la tecnologia classificata della NASA. Nel frattempo, Kelly guarda gli opuscoli del college per Annapolis e interroga il figlio maggiore di Tracy e Gordo, che è in licenza dall'Accademia, per informazioni. Danielle chiede di tornare sulla Luna durante un incontro con i colleghi pionieri di Jamestown Ed e Gordo. Dopo una riunione di famiglia, tuttavia, Gordo va a bere qualcosa costringendo Karen a convincere Ed a venire all'Avamposto per intervenire. Mentre accompagna il suo amico a casa, Gordo confessa ubriaco a Ed che sente di aver lasciato un pezzo di sé sulla Luna; si sente perso e imbarazzato per i suoi ragazzi. Ed assegna Danielle e Gordo alla prossima missione sulla Luna.

## Regole d'ingaggio
- Titolo originale: Rules of Engagement
- Diretto da: Andrew Stanton
- Scritto da: Stephanie Shannon

### Trama
Gli americani inviano armi sulla Luna per riprendere un sito minerario dai sovietici dopo che Ed si è reso conto che avevano messo dei trasmettitori nella base 10 anni fa. Margo tenta di riconciliarsi con Aleida offrendole una posizione di ingegnere di sistema alla NASA dopo aver appreso dal fidanzato di Aleida, Davey, che verrà espulsa se non può mantenere un lavoro, affrontandola dopo quasi un decennio. Aleida si rifiuta di accettare il lavoro, non volendo essere coinvolta poiché è stata licenziata da tutti i suoi lavori passati per problemi di comportamento. Davey la convince ad accettare il lavoro, ma lei rompe con lui per essere andato alle sue spalle. La scappatella di Tracy in The Outpost termina con la sua richiesta di aiuto di Gordo, alimentando la loro lotta che potrebbe influenzare ulteriormente i loro incarichi di missione. Kelly confida che vuole frequentare l'Accademia Navale di Annapolis. Karen è conciliante, ma Ed diventa furioso, non volendo perdere Kelly come ha perso Shane. Alla fine si rendono conto che devono lasciare che Kelly viva la sua vita e permetterle di frequentare l'accademia.

## Pathfinder
- Titolo originale: Pathfinder
- Diretto da: Andrew Stanton
- Scritto da: David Weddle e Bradley Thompson

### Trama
Ed si nomina Comandante della Missione per la prossima generazione di Space Shuttle "Pathfinder", dopo che Karen lo ha incoraggiato a tornare nello spazio ora che Kelly sta andando ad Annapolis. Ed chiede a Molly Cobb di prendere il suo posto di Capo dell'Ufficio Astronauti, e lei accetta. Danielle Poole visita la sorella di suo marito dopo il suicidio di Clayton e, dopo essersi scambiati gli effetti personali, litigano, e Danielle si rende conto che sta perdendo opportunità, e in seguito affronta Ed nel suo ultimo giorno chiedendo lo status di Comandante di missione. Poco dopo, Ed viene convocato per il suo incontro finale, dove annuncia che comanderà una missione di rendezvous Apollo-Soyuz. Gordo prova ansia per la missione e ha subito un attacco di panico quando l'elmetto è stato sigillato sulla sua tuta spaziale, e in seguito crede di avere allucinazioni. Ed lo rassicura dicendo che è pronto per la missione in una breve conversazione prima che entrambi gli astronauti volino a Cape Canaveral. Durante il volo, Ed sfida Gordo a un duello aereo e, dopo manovre ad alto G, l'aereo di Ed subisce lo spegnimento di un motore e si deve lanciare nel Golfo del Messico.

## Il peso
- Titolo originale: The Weight
- Diretto da: Meera Menon
- Scritto da: Nichole Beattie e Joe Menosky

### Trama
Dopo l'iniziale tumulto emotivo di Karen per l'incidente di Ed, lei evita di parlargli anche quando lui torna a casa sano e salvo. Ed e Gordo ricevono un severo avvertimento da Molly nonostante la richiesta di Harold e Margo di una punizione più dura. Dopo una goffa accoglienza alla base di Jamestown, Tracy viene a conoscenza del distillatore illegale di etanolo durante un tour della base. Solo un mese dopo l'inizio della sua missione di sei mesi, il rumore dello sfiato, la voglia di sigarette e la monotonia spingono Tracy a coprirsi la bocca, a fumare nella vecchia camera d'equilibrio e a iniziare a bere. Ciò provoca un avviso di CO2 a livello di base in cui tutto viene rivelato. Viene quasi rimandata a casa, ma il comandante di stazione Rossi le dà una seconda possibilità a condizione che il suo trattamento speciale termini e le vengano dati doppi turni. Molly inizia ad avere problemi con la sua vista. Aleida riceve un moderato benvenuto alla NASA come ingegnere alle prime armi nel progetto Apollo-Soyuz. Ellen visita una lettura di poesie di Pam e, nonostante sia sorpresa dalla nuova ragazza di Pam, accetta di incontrarsi per un drink a The Outpost che le porta a fare sesso. Gordo lotta per superare la sua claustrofobia e la sua scarsa forma fisica. Una missione statunitense viene inviata a Jamestown con armi da fuoco.

## Progetti e imprevisti
- Titolo originale: Best-Laid Plans
- Diretto da: Meera Menon
- Scritto da: Joe Menosky

### Trama
La squadra sovietica arriva negli Stati Uniti per il progetto Apollo-Soyuz, ma obietta a ogni proposta fatta dalla NASA compreso il nome del progetto. I Baldwin guardano il lancio di Sea Dragon, precedentemente mostrato alla fine della stagione 1, e ricordano l'adozione di Kelly. Kelly inizia a scrivere della sua vita per il suo ingresso ad Annapolis. Danielle e il suo compagno astronauta portano i due cosmonauti (Orlov e Alexeev) all'Outpost dove iniziano a legare. Margo dice a Sergei di incontrarla al club dell'11:59, dove hanno trovato il design di un adattatore di aggancio androgino. Aleida aiuta a perfezionare il design in seguito. Ellen dice a Pam che la ama e chiede a Larry il divorzio. Gordo dice al nuovo marito di Tracy, Sam, che intende riconquistarla. Danielle e il suo collega arrivano a Star City. I nuovi arrivati a Jamestown si esercitano a sparare con i fucili e a pilotare l'LVM.

## Non essere crudele
- Titolo originale: Don't Be Cruel
- Diretto da: Dennie Gordon
- Scritto da: Nichole Beattie

### Trama
Aumentano le tensioni tra Stati Uniti e URSS. Un jet sovietico abbatte il volo 007 della Korean Air Lines, uccidendo tutti a bordo, compreso Thomas Paine. Ellen diventa capo ad interim della NASA. Vengono richiamati i sovietici della squadra Apollo-Soyuz e vengono trattenuti a Star City gli astronauti americani. Margo vuole dare a Sergei un messaggio in codice quando gli parla della recente scoperta della NASA dell'effetto del freddo sugli O ring che ha costretto una riprogettazione e potrebbe portare a un disastro anche al Programma Buran. Tracy fa volare con successo gli astronauti armati da Jamestown alla miniera controllata dai sovietici che riconquistano senza sparare un colpo. Kelly indaga sui suoi genitori naturali. Karen vende The Outpost a Sam e bacia appassionatamente Danny prima di tornare da Ed.

## Ed ecco a voi
- Titolo originale: And Here's to You
- Diretto da: Dennie Gordon
- Scritto da: Ronald D. Moore

### Trama
Il presidente Reagan chiede a Ellen di diventare il capo permanente della NASA. Ellen è in conflitto e dice a Pam che lei è più importante. Sul Pathfinder vengono installati missili e l'equipaggio di Pathfinder esegue test sulle armi. Danny e Karen si baciano di nuovo e fanno l'amore, ma lei gli dice che è finita. Kelly trova il padre naturale e la sorellastra che lavorano in un ristorante, ma non rivela la sua identità. Si scopre che viene rinviato il lancio del Buran perché ha lo stesso problema degli O ring delle navette statunitensi e Margo e Sergei si avvicinano. Aleida mette in imbarazzo Bill, che si dimette e lei si scusa rivelandogli la sua storia personale. Gordo arriva sulla luna e racconta a Tracy cosa è realmente accaduto quando Danielle si è rotta un braccio. A Molly viene diagnosticato privatamente un glaucoma normotensivo incurabile a seguito dell'esposizione alle radiazioni durante la tempesta di protoni. I marines statunitensi della miniera lunare rilevano due cosmonauti che installano alcune apparecchiature. Per un malinteso ne uccidono uno e feriscono gravemente l'altro.

## Triage
- Titolo originale: Triage
- Diretto da: Sergio Mimica-Gezzan
- Scritto da: Bradley Thompson e David Weddle

### Trama
Per rappresaglia per l'uccisione del cosmonauta, i sovietici lanciano Buran sulla luna dove potrebbe minacciare la base di Jamestown e qualsiasi veicolo spaziale in arrivo. In risposta, la NASA lancia in anticipo la missione Pathfinder, con istruzioni per "intercettare" se necessario i nemici. Nonostante le tensioni, vengono lanciati i due veicoli per la missione Apollo-Soyuz. Karen confessa il suo adulterio a Ed e dice che vuole che abbiano una consulenza matrimoniale. Molly e Wayne discutono sul trattamento sperimentale che vuole ottenere per il suo glaucoma. Alla fine decide di non sottoporsi al trattamento. Pam decide di lasciare Ellen e tornare dalla sua vecchia ragazza. Due cosmonauti visitano Jamestown per vedere il loro compagno ferito che è ancora privo di sensi. Recuperano i resti del loro compagno morto. Il cosmonauta ferito si sveglia più tardi e quando gli viene detto che si trova a Jamestown dichiara che desidera disertare e chiede asilo politico. Più tardi, l'equipaggio di Jamestown vede un cosmonauta sparare e fare un buco in una delle loro finestre, causando una grave depressurizzazione e la morte di un astronauta. Diversi cosmonauti armati entrano nella base di Jamestown.

## Il Grigio
- Titolo originale: The Grey
- Diretto da: Sergio Mimica-Gezzan
- Scritto da: Matt Wolpert e Ben Nedivi

### Trama
In mezzo alle crescenti tensioni con i sovietici, agli equipaggi dell'Apollo-Soyuz viene detto di ritardare ripetutamente il loro attracco, con grande frustrazione di Danielle. Houston non sa che i sovietici hanno attaccato Jamestown. Gordo e Tracy si nascondono nella cambusa e riescono a inviare a Houston un segnale che Aleida nota. I marines statunitensi e i sovietici ingaggiano uno scontro a fuoco, provocando diversi morti e danni non visibili al sistema di raffreddamento del reattore nucleare. Houston, Gordo e Tracy pianificano di riparare il reattore dall'esterno, usando tute temporanee che costruiscono. Danielle disobbedisce all'ordine di Houston di abbandonare la missione Apollo-Soyuz e gli astronauti e i cosmonauti finalmente si stringono la mano. Questo gesto pubblico di amicizia disinnesca la tensione nucleare sulla Terra. Nel frattempo, Pathfinder e Buran quasi lanciano missili l'uno contro l'altro in orbita lunare, ma Ed decide invece di distruggere la nave di rifornimento Sea Dragon. Tracy e Gordo salvano il reattore dalla fusione, ma muoiono per l'esposizione al vuoto. I sovietici lasciano Jamestown. Sulla Terra, i sovietici stanno usando Sergei per cercare di reclutare Margo. In una scena prima dei titoli di coda, è il 1995 e un essere umano sta camminando su Marte.